# Podłazie (powiat skarżyski)
Podłazie – wieś w Polsce położona w województwie świętokrzyskim, w powiecie skarżyskim, w gminie Łączna.
| SIMC    | Nazwa     | Rodzaj     |
| ------- | --------- | ---------- |
| 0274430 | Niwka     | przysiółek |
| 0274447 | Zawywarze | część wsi  |

W latach 1975–1998 miejscowość administracyjnie należała do województwa kieleckiego.